# Zgornji Prhovec
Zgornji Prhovec este o localitate din comuna Zagorje ob Savi, Slovenia, cu o populație de 57 de locuitori.